# Новите приключения на котарака Леополд
„Новите приключения на котарака Леополд“ (на руски: Новые приключения кота Леопольда) е руско-италиански анимационен сериал, продължение на съветския анимационен сериал „Котаракът Леополд“.

## История
През 2014-2015 г. по случай 75-годишнината на Анатолий Резников е заснето продължение на сериала – „Новите приключения на котарака Леополд“. Премиерата се състои в Русия на 1-2 януари 2014 г. на телевизионния канал Мулт, както и на Карусел..

## В ролите
- Александър Калягин - котаракът Леополд
- Андрей Бархударов - Бялата мишка
- Диомид Виноградов - Сива мишка
- Сергей Смирнов - вокали

## Списък с епизоди
- ПИЛОТ

- Бурен поток
- Риболов край реката
- Под жаркото слънце
- Напред за наденица и сирене
- Увеселителен парк
- Лавина от планината
- Неприятности
- Всичко е наопаки
- Рецепта
- Птици
- Ремонт зад вражеските линии
- Извикахте ли такси?
- Коледна елха